# Mongols
Mongols – gang motocyklowy stworzony w 1969 w Montebello w USA przez latynoskich weteranów wojny wietnamskiej, których ze względu na pochodzenie nie przyjęto do Hells Angels. Ich liczbę szacuje się na ok. 500–600 osób, którzy działają w 14 krajach.
W 2002 Mongols i Hells Angels starli się w jednym z kasyn w Laughlin w Nevadzie. Zginęły wtedy 3 osoby (1 członek Mongols – zasztyletowany, 2 Hells Angels – zastrzeleni).
Gang dwukrotnie zinfiltrowano przez agentów amerykańskiego wymiaru sprawiedliwości, dzięki czemu udowodniono im działalność przestępczą i wielu członków Mongols stanęło przed sądem.